# Egaenus diadema
Egaenus diadema is een hooiwagen uit de familie echte hooiwagens (Phalangiidae).